# Zanele Muholi
Zanele Muholi (Umlazi, KwaZulu-Natal, Durban, 19 de julio de 1972) es una persona artista y activista sudafricana no binaria que trabaja fotografía, video e instalación. Su pronombre es elle, y orienta su trabajo a cuestiones de raza, género y sexualidad, y especialmente documenta y celebra las vidas de la comunidad LGBTI de su país.
Muholi fue preseleccionada para el Deutsche Börse Photography Prize en 2015. Recibió un Infinity Award del Centro Internacional de fotografía de Nueva York en 2016, un Chevalier de Ordre des Arts et des Lettres en 2016 y una beca honorífica de la Royal Photographic Society en 2018. 

## Infancia y educación
Muholi es hija de Bester Muholi y Ashwell Tanji Banda Muholi. De familia humilde, su padre murió joven y su madre tuvo que dejar a Muholi y sus 7 hermanas y hermanos a cargo de una familia blanca mientras ella se dedicaba al trabajo doméstico.
Se formó en fotografía en el Market Photo Workshop de Newtown, Johannesburgo, en 2003, y realizó su primera exposición individual en la Galería de Arte de Johannesburgo en 2004. En 2009 obtuvo una maestría de Bellas Artes en Medios de Comunicación Documentales de la Universidad de Ryerson en Toronto. Su tesis aborda la historia visual de la identidad y la política de las lesbianas negras en Sudáfrica después del Apartheid. En 2013, fue nombrada profesora honoraria en vídeo y fotografía en la Universidad de las Artes/Hochschule für Künste de Bremen en Alemania. 

## Trayectoria
Muholi se describe más como activista visual que como artista. Dedica su trabajo creativo a visibilizar a las personas negras lesbianas, gays, transexuales e intersexuales. Investiga y documenta las historias de los crímenes de odio contra la comunidad LGBTQI para sacar a la luz realidades como la violación correctiva, las agresiones homófobas y el VIH/SIDA.
Trabajó como fotógrafa y reportera para Detrás de la Máscara, una revista en línea que abordaba asuntos LGBT en África. En 2002, cofundó el Foro para el Empoderamiento de Mujeres (FEW, según sus siglas en inglés), una organización de lesbianas negras dedicada a proporcionar un espacio seguro para mujeres con la finalidad de conocerse y organizarse. Y comenzó su activismo visual a través de su primera exposición individual titulada Sexualidad Visual: Sólo la mitad del Cuadro, en la Galería de Arte del Johannesburgo en 2004. 
En 2009, Muholi fundó Inkanyiso, una organización sin fines de lucro ocupada en el activismo visual y de medios para y a favor de la comunidad LGBTI. El lema de la organización es: "Produce. Educa. Disemina". Un año después codirigió el documental Difficult Love, encargado por la SABC, que ha sido proyectado en Sudáfrica, Estados Unidos, España, Suecia, Reino Unido, Ámsterdam e Italia.
En 2014, exhibió su obra en la Design Indaba Conference en Ciudad del Cabo. En junio de 2014, Muholi mostró Faces and Phases en el Ryerson Image Centre de Toronto como parte del Orgullo Mundial. En el mismo mes se presentó en el Ryerson Image Centre como parte también del Orgullo Mundial, esta vez en Singapur.
Muholi fue ponente en el WorldPride Madrid Summit 2017.

## Exposiciones
Sus principales exposiciones colectivas son: For those who live in it: Pop Culture, Politics and Strong Voices en MU Eindhoven, Países Bajos (2010); Bamako en Toronto, Toronto (2010); Undercover: Performing and Transforming Black Female Identities en el Museo de Bellas Artes del Colegio Spelman, en Atlanta, EE. UU. (2009); y Life Less Ordinary: Performance y Exhibición en el arte sudafricano en la Galería Djanogly, Nottingham, Reino Unido (2009); Bienal de São Paulo (2010); África: See You, See Me, Fondazione Estudio Maragoni, Florence; Officine Fotografiche, Roma (2011); The Progress of Love, Centro para el Arte Contemporáneo, Lagos (2012); worldOutgames III, Galerie Verbeeck - Van Dyck, Antwerp, Bélgica (2013).
Ha mostrado sus obras en el CCA Lagos en Nigeria, el Espacio del Proyecto Kunsthalle Wien en Viena, Michael Stevenson en Ciudad de Cabo, Le Case d'Arte en Milán, Fred Mann en Londres, y como parte del Afrovibes Festival en Ámsterdam.

## Reconocimientos
- Muholi recibió el "Premio Tollman 2005" para las Artes visuales.
- En 2006 el BHP Billiton/Wits University beca de Artes Visuales.
- Thami Mnyele Residency en Ámsterdam en 2009.
- Ganó el premio de Casa África para la mejor mujer fotógrafa en Rencontres de Bramako de fotografía africana en 2009, y recibió un premio Fanny Ann Eddy de IRN-África para sus destacadas contribuciones al estudio de sexualidad en África.
- En 2012 fue galardonada con una beca en Civitella Ranieri.
- En 2013 fue galardonada con el premio Freedom Expression por Index on Censorship. Glamour Magazine nombró su trabajo como campaña del año.
- Fue la ganadora del Fine Prize[25] para el 2013 Carnegie Internacional.
- El 13 de diciembre de 2013 fue honrada con el Premio Price Claus.[26]
- En 2016, recibió el Premio de Infinity por Documental y periodismo del Centro Internacional para Fotografía en la Ciudad de Nueva York.[27]
- También fue co-comisaria de un festival de fotografía en el prestigioso "Rencontres d'Arles" en Arlés, Francia.[28]

## Libros
- Zanele Muholi: Solo A medias El Cuadro. Michael Stevenson, Ciudad de Cabo 2006, ISBN 0-620361468.
- Michael Stevenson y Federica Angelucci: Caras y Fases. Prestel, Múnich, Berlín, Londres, Nueva York 2010, ISBN 978-3-7913-4495-9.
- Zanele Muholi. Fotografías africanas, Ed. Casa África/La Fábrica, Granada, España 2011, ISBN 978-8-4150-3466-7

## Controversia
En agosto del 2009, la ministra de Artes y Cultura Lulu Xingwana, hizo un discurso a las puertas de la exposición Innovative Women, llamando a Muholi inmoral, ofensiva y acusándola de ir en contra de lo que construye su nación. Muholi respondió "En Sudáfrica, donde hay violaciones correctivas y violencia contra las lesbianas, tenemos que tener cuidado. Cuando una ministra, o alguien en una posición de poder, hace comentarios homófobos, esto podría perpetuar los crímenes de odio. Puedes estar poniendo a personas en riesgo. Esto trasciende el arte".
El 20 de abril de 2012, el piso de Muholi en Vredehoek sufrió un robo, en el que se sustrajeron, junto con su ordenador portátil, más de veinte discos duros externos que contenían fotos y vídeos de cinco años. Entre las fotos que contenían figuraban los registros de los funerales de lesbianas negras sudafricanas asesinadas en crímenes de odio. No se robó nada más, lo que hace sospechar que las grabaciones de Muholi sobre la vida de las lesbianas negras eran el objetivo. Muholi estaba en el extranjero en el momento del robo.